# Armando da Silva Martins
Pour le footballeur portugais, voir Armando Martins.
Armando da Silva Martins est un footballeur brésilien. Il était milieu de terrain.

## Biographie
Martins dispute trois saisons de championnat de France de football, au RC Lens de 1952 à 1954, puis à AS Troyes la saison suivante. Il inscrit sur ces trois saisons 15 buts en 40 matchs de championnat.

## Statistiques
- 1952-1953 :  RC Lens (18 matchs, 10 buts)
- 1953-1954 :  RC Lens (8 matchs, 3 buts)
- 1954-1955 :  AS Troyes (14 matchs, 2 buts)